# The Parable of Arable Land
The Parable of Arable Land — дебютный студийный альбом американской экспериментальной рок-группы Red Crayola (позже известной как Red Krayola), выпущенный в июне 1967 года на лейбле International Artists. На момент выхода альбом считался психоделической музыкой, но более поздние оценки описывают его как предтечу авант-/нойз-рока. Взяв этот альбом в качестве вступления, Ричи Унтербергер оценил группу как предшественницу индустриального рока. В альбом вошли свободные импровизации с использованием промышленных электроинструментов и ревущего мотоцикла, получившие название «Free Form Freak-Out», сыгранные группой из более чем 50 человек, известной как «Familiar Ugly», а также заметные инструментальные камео товарища по лейблу и фронтмена рок-группы 13th Floor Elevators Роки Эриксона.
Альбом включён в списки «100 лучших альтернативных альбомов 1960-х» журнала Spin и «500 величайших альбомов 1960-х» журнала Uncut.

## Отзывы критиков
| Оценки критиков               | Оценки критиков |
| Источник                      | Оценка          |
| ----------------------------- | --------------- |
| AllMusic                      | [ 1 ]           |
| Pitchfork                     | 9.3/10          |
| Spin Alternative Record Guide | 9/10            |
| Uncut                         | [ 5 ]           |

По словам Лелана Роджерса, The Parable of Arable Land («Притча о пашне») был продан тиражом 50 000 экземпляров. В то время альбом был сделан за 600 долларов. Майо Томпсон отметил, что они добились этого без рекламы и продвижения: «Мы продали 8—10 000 пластинок в Нью-Йорке, и мы продали несколько пластинок в Лос-Анджелесе, несколько во Фриско. Крупные городские центры, очевидно. International Artists не рекламировала. Не было фотографий группы. Не было никакого промоушена. Это было превращение в достоинство своих недостатков. Это были зачатки альтернативного рока».
Эд Денсон из The Berkeley Barb кратко отрецензировал The Parable of Arable Land в статье о народном фестивале в Беркли 1967 года, на котором был короткий сет Red Krayola. Выступление группы было воспринято негативно: «Их первый LP был выпущен этой странной хьюстонской компанией International Artists, и он продается гораздо лучше, чем должен, потому что выглядит как рок-пластинка, а в примечаниях, которые обманчивы, он звучит как матери или что-то еще, что узнаваемо». Денсон назвал треки Familiar Ugly «просто фоновым шумом» и написал: «Мне очень нравятся две из них: „War Sucks“ и „The Parable of Arable Land“, и, несомненно, вам тоже понравится на третий раз. Мне потребовалось столько времени».
The Chicago Seed отрецензировал альбом 7 июля 1968 года и описал его как «вероятно, самый странный альбом из когда-либо записанных», в котором «Hurricane Fighter Plane» имеет «самую странную лирику из когда-либо записанных», а в «War Sucks» группа делает окончательное заявление о насилии. Статья заканчивается просьбой слушать музыку в состоянии алкогольного опьянения: «Настоятельно рекомендуется для прослушивания под кайфом, особенно из-за потрясающего разделения каналов».
В ретроспективной рецензии критик Pitchfork Алекс Линхардт назвал The Parable of Arable Land «одним из самых провидческих альбомов» 1967 года, отметив при этом, что «слушатели не были уверены, является ли этот грохот результатом острого интеллектуализма, абсолютной некомпетентности или наркотического опьянения». Trouser Press писали, что альбом «может похвастаться более вовлеченным интеллектом, чем большинство ушных кислотных ванн эпохи». Марк Деминг из AllMusic отметил, что «The Parable of Arable Land существует в собственной плоскости; если где-нибудь и зародился арт-поврежденный нойз-рок, то именно на этом альбоме». Кроме того, AllMusic отметил, что альбом заставил Trout Mask Replica «звучать совершенно нормально». Dallas Observer отметил, что альбом «предвосхитил новую волну, постпанк и арт-рок», а в другой ретроспективной рецензии «отстраненная простота и едкие тексты» были названы редко признаваемыми предшественниками панка.
Альбом также был оценен как предшественник построка.
В 2011 году альбом The Parable of Arable Land был выбран Эндрю ВанВингарденом из MGMT для включения в список NME «100 величайших альбомов, которые вы никогда не слышали». Он добавил: «Я был потрясен тем фактом, что люди издавали звуки еще до Piper At The Gates Of Dawn и других „классических“ психоделических альбомов, и что эти звуки издавали парни из Техаса, принимавшие дохрена ЛСД и делавшие эти совершенно дикие записи. Я думаю, это хорошо, что больше людей слушают их, потому что они часто остаются незамеченными».
The Parable of Arable Land занял 57-е место в списке «100 лучших альтернативных альбомов 1960-х» журнала Spin и 169-е место в списке «500 величайших альбомов 1960-х» журнала Uncut.

## Список композиций
Слова и музыка всех песен — Frederick Barthelme, Steve Cunningham и Mayo Thompson.
| №  | Название                                                                             | Длительность |
| -- | ------------------------------------------------------------------------------------ | ------------ |
| 1. | «Free Form Freak-Out»                                                                | 1:30         |
| 2. | «Hurricane Fighter Plane» (подзаголовок «When the Ride Is Over You Can Go to Sleep») | 3:34         |
| 3. | «Free Form Freak-Out»                                                                | 2:22         |
| 4. | «Transparent Radiation» (подзаголовок «Red Signs Out-Side, Which I Contain»)         | 2:34         |
| 5. | «Free Form Freak-Out»                                                                | 4:18         |
| 6. | «War Sucks» (подзаголовок «You Remember What Happened to Hansel and Gretel»)         | 3:52         |
| 7. | «Free Form Freak-Out»                                                                | 2:44         |

| №                   | Название                                                                                          | Длительность |
| ------------------- | ------------------------------------------------------------------------------------------------- | ------------ |
| 1.                  | «Free Form Freak-Out»                                                                             | 1:46         |
| 2.                  | «Pink Stainless Tail» (подзаголовок «Seven Guest Are Quite Now, And Now Not Half So Much»)        | 3:21         |
| 3.                  | «Free Form Freak-Out»                                                                             | 3:02         |
| 4.                  | «Parable of Arable Land» (подзаголовок «And the End Shall Be Signaled By the Breaking of a Twig») | 3:03         |
| 5.                  | «Free Form Freak-Out»                                                                             | 4:10         |
| 6.                  | «Former Reflections Enduring Doubt» (подзаголовок «I Pass in a Rain That Is Always Too Soon»)     | 4:55         |
| Общая длительность: | Общая длительность:                                                                               | 41:17        |

| №                   | Название                                                           | Длительность |
| ------------------- | ------------------------------------------------------------------ | ------------ |
| 13.                 | «Nickle Niceness (Demo of 'Green of My Pants')»                    | 2:57         |
| 14.                 | «Vile, Vile Grass (Demo of 'War Sucks')»                           | 2:13         |
| 15.                 | «Transparent Radiation (Demo)»                                     | 2:45         |
| 16.                 | «Pink Stainless Tail (Alternate Version)»                          | 3:25         |
| 17.                 | «Hurricane Fighter Plane (Alternate Stereo Mix)»                   | 3:48         |
| 18.                 | «Former Reflections, Enduring Doubt (Altermate Stereo Edit & Mix)» | 2:06         |
| Общая длительность: | Общая длительность:                                                | 58:11        |

## Участники записи
- Стив Каннингем — бас
- Фредерик Бартельм — ударные
- Майо Томпсон — гитара, вокал